# Косач Сергій Михайлович
Сергі́й Миха́йлович Ко́сач — полковник, Державна прикордонна служба України.

## Нагороди
За особисту мужність і героїзм, виявлені у захисті державного суверенітету та територіальної цілісності України, вірність військовій присязі під час російсько-української війни
- нагороджений орденом Данила Галицького (27.5.2015).